# Център (квартал в Багджълар)
„Център“ (на турски: Merkez) е квартал на Истанбул, разположен в околия Багджълар. Общата му площ е 0,86 км2. Според данни на Адресната система за регистриране на населението (ABPRS) към 2023 г. населението на „Център“ е 27 049 жители.